# Egmont nationalpark
Egmont nationalpark är en nationalpark på den västra kusten till Nordön i Nya Zeeland. Parken omfattar en yta på 33 534 hektar runt den 2 518 meter höga vulkanen Mount Egmont, eller Mount Taranaki som dess namn är på maori. Det första skyddet av området gjordes år 1881, då ett skogsreservat med en radie av 9,6 kilometer runt berget bildades. Gradvis lades mer land till reservatet och år 1900 gjordes området till en nationalpark, den andra i Nya Zeeland efter Tongariro nationalpark.

## Geografi

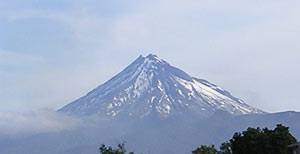
Mount Taranaki

Naturen i parken består av skogar och bergsområden med alpina ängar och buskmarker, floder och vattenfall. Förutom Mount Taranaki, som betraktas som en inaktiv vulkan, finns det ytterligare två mindre vulkaner i den nordvästra delen av parken, Kaitake och Pouakai. Båda är äldre än Mount Taranaki och betraktas som utslocknade. 
De omgivande landområdena till parken består till stor del av jordbruksmark. Närmaste större samhällen är New Plymouth, Inglewood, Stratford och Opunake.

## Klimat
Området där Egmont nationalpark ligger har ett milt och regnigt kustklimat. Detta gör att skogarna på de lägre höjderna är mycket frodiga. På högre höjder blir altitudens inverkan på klimatet tydlig och där kan det vara mycket kallt.

## Växtliv
Egmont nationalpark har genom sitt regniga klimat och geologiska förutsättningar en särskilt artrik flora av för Nya Zeeland inhemska barrträd. Sydbokar, som annars dominerar de flesta skogarna på öarna är noterbart sällsynta i parken. Träd ur familjen Podocarpaceae, som rimu är också vanliga. Parken är även uppmärksammad för den rika förekomsten av olika mossor och epifyter.
Några till Nya Zeeland införda djur som getter har orsakat skada på den ursprungliga växtligheten i Egmont nationalpark och hålls nu under kontroll genom åtgärdsprogram. Införda klätterpungdjur från Australien gör också skada på skogarna och hotar inhemska fåglar och ryggradslösa djur genom predation.

## Djurliv
Det finns 28 arter av för Nya Zeeland inhemska fåglar i Egmont nationalpark, samt ytterligare 15 till öarna införda fågelarter. Bland de inhemska fåglarna finns hotade arter som kiwi (Apteryx mantelli), Megalurus punctatus och Hymenolaimus malacorhynchos. Nästan hälften av alla Nya Zeelands inhemska fiskarter finns också representerande i parken, däribland hotade arter som Galaxias argenteus, Galaxias postvectis, Galaxias fasciatus och Galaxias brevipinnis. 